# Beaujeu-Saint-Vallier-Pierrejux-et-Quitteur
Beaujeu-Saint-Vallier-Pierrejux-et-Quitteur är en kommun i departementet Haute-Saône i regionen Bourgogne-Franche-Comté i östra Frankrike. Kommunen ligger i kantonen Fresne-Saint-Mamès som tillhör arrondissementet Vesoul. År 2022 hade Beaujeu-Saint-Vallier-Pierrejux-et-Quitteur 922 invånare.
Beaujeu-Saint-Vallier-Pierrejux-et-Quitteur är en av tre kommuner i Frankrike med det längsta namnet, 38 bokstäver. De övriga två är Saint-Remy-en-Bouzemont-Saint-Genest-et-Isson och Saint-Germain-de-Tallevende-la-Lande-Vaumont. Det kortaste kommunnamnet är Y.

## Befolkningsutveckling
Antalet invånare i kommunen Beaujeu-Saint-Vallier-Pierrejux-et-Quitteur
| Referens: INSEE |